# Monarch Icefield
Monarch Icefield är en glaciär i Kanada.   Den ligger i provinsen British Columbia, i den sydvästra delen av landet, 3 700 km väster om huvudstaden Ottawa. Monarch Icefield ligger 2 137 meter över havet.
Terrängen runt Monarch Icefield är bergig österut, men västerut är den kuperad. Trakten runt Monarch Icefield är nära nog obefolkad, med mindre än två invånare per kvadratkilometer.. Det finns inga samhällen i närheten. 
Trakten runt Monarch Icefield är permanent täckt av is och snö.